# Antonio Luna
Antonio Manuel Luna Rodríguez (Son Severa, Spanyolország, 1991. március 17. –) spanyol labdarúgó, aki jelenleg az Aston Villában játszik balhátvédként.

## Pályafutása

### Sevilla
Luna a Sevilla tartalék csapatánál, a Sevilla Atlético Clubnál kezdte a pályafutását, ahol összesen 32 bajnokin lépett pályára és egy gólt szerzett. 2010. május 15-én és 19-én lejátszotta első két meccsét a felnőtt csapatban, mindkettő döntő fontosságú volt. Az Almería ellen végig a pályán volt, csapata 3-2-re győzött, így sikerült Bajnokok Ligája-selejtezőt érő helyen végeznie. A másik meccsen az Atlético Madridot győzte le 2-0-ra a Sevilla a Copa del Rey döntőjében.
2011. január 19-én a szezon végéig a közeli Almeríához került kölcsönben. Rendszeresen játszott, de nem sikerült megmentenie a csapatot a kieséstől. A 2011/12-es idényben 14 bajnokin játszott a Sevillában. Egy Málaga elleni 2-1-re elveszített találkozón megszerezte első profi gólját. A 2012/13-as évad második felét szülőhelyén, a Baleár-szigeteken töltötte, a Mallorca csapatánál. Csakúgy, mint az Almería esetében, ezúttal sem tudta megakadályozni a kiesést.

### Aston Villa
2013. június 20-án az Aston Villa bejelentette, hogy három évre szóló szerződést kötött Lunával. Augusztus 17-én, az Arsenal ellen 3-1-re megnyert bajnokin debütált, ahol gólt is szerzett. A Villa szurkolóitól a "Tony Moon" becenevet kapta, neve angolra fordítása útján.

## Külső hivatkozások
- Antonio Luna pályafutásának statisztikái a Soccerbase oldalon (angolul)

- Spanyolországi statisztikái a BDFutbol.com-on
- Adatlapja a futbolme.com-on
- Statisztikái a FIFA versenysorozataiban Archiválva 2013. október 5-i dátummal a Wayback Machine-ben
- Profilja az Aston Villa honlapján